# نيكولاي ماير
نيكولاي ماير هو لاعب هوكي الجليد دنماركي، ولد في 21 يوليو 1993 في فريكشهاون في الدنمارك.

## وصلات خارجية
- نيكولاي ماير على موقع EliteProspects.com (الإنجليزية)
- نيكولاي ماير على موقع Eurohockey.com (الإنجليزية)
- نيكولاي ماير على موقع HockeyDB.com (الإنجليزية)
- نيكولاي ماير على موقع أوليمبيديا (الإنجليزية)